# Чинаутла
Чинаутла (на испански: Chinautla) е град в департамент Гватемала, Гватемала. Населението на града през 2002 година е 77 071 души.